# Inbad, the Count
Inbad, the Count est un film muet américain réalisé par Al Christie et sorti en 1912.

## Synopsis
Inconnu.

## Fiche technique
- Titre : Inbad, the Count
- Réalisation : Al Christie
- Scénario : Al Christie
- Producteur : David Horsley pour Nestor Film Company
- Distribution : Motion Picture Distributors and Sales Company
- Genre : Comédie
- Date de sortie :
  - États-Unis : 12 février 1912

## Distribution
- Harold Lockwood : Jack Greenleaf
- Dorothy Davenport : Ethel Wells